# گووگوچوو
گووگوچوو (به لاتین: Głogoczów) یک روستا در لهستان است که در گمینا مشلنگتسه واقع شده‌است. گووگوچوو ۲٬۸۰۰ نفر جمعیت دارد.